# Агия Триада (дем Александрия)
Вижте пояснителната страница за други значения на Агия Триада.
Агия Триада (на гръцки: Αγία Τριάδα, катаревуса Αγία Τριάς, Агия Триас, до 1953 Κιρκάσιοι, Киркасии) е село в Република Гърция, дем Александрия, област Централна Македония.

## География
Селото е разположено в областта Урумлък (Румлуки), на 20 километра източно от Бер (Вероя), южно от Бистрица (Алиакмонас), между Продромос и Трилофия (Трихлево).

## История
Селото е основано в 1923 година в землището на село Продромос.
В 1930 година църквата „Света Троица“ е обявена за паметник на културата.
Землището на селото е изключително плодородно и се отглежда много памук, захарно цвекло, пшеница и други земеделски продукти. Населението се занимава си краварство..
| Година    | 1913 | 1920 | 1928 | 1940 | 1951 | 1961 | 1971 | 1981 | 1991 | 2001 | 2011 | 2021 |
| --------- | ---- | ---- | ---- | ---- | ---- | ---- | ---- | ---- | ---- | ---- | ---- | ---- |
| Население |      |      | 165  | 322  | 392  | 465  | 447  | 436  | 387  | 332  | 279  | 223  |